# Puccinellia byrrangensis
Puccinellia byrrangensis är en gräsart som beskrevs av Nikolai Nikolaievich Tzvelev. Puccinellia byrrangensis ingår i släktet saltgrässläktet, och familjen gräs. Inga underarter finns listade i Catalogue of Life.